# Camilla Herrem
Camilla Herrem (Sola, 8 ottobre 1986) è una pallamanista norvegese, ala sinistra del Sola HK e della nazionale norvegese.
Con la maglia della nazionale ha vinto l'oro olimpico ai Giochi di Londra 2012

## Palmarès

### Club
- Coppa delle Coppe: 1

TTH Holstebro: 2015-2016
- Campionato macedone: 1

Vardar Skopje: 2016-2017
- Coppa di Norvegia: 1

Byåsen Trondheim: 2008
- Coppa di Romania: 1

HCM Baia Mare: 2014-2015
- Coppa della Macedonia: 1

Vardar Skopje: 2016-2017

### Nazionale
- Oro olimpico: 1

Londra 2012
- Bronzo olimpico: 2

Rio de Janeiro 2016
Tokyo 2020
- Campionato mondiale

 Oro: Brasile 2011
 Oro: Danimarca 2015
 Oro: Spagna 2021
 Argento: Germania 2017
 Bronzo: Cina 2009
- Campionato europeo

 Oro: Macedonia 2008
 Oro: Danimarca-Norvegia 2010
 Oro: Croazia-Ungheria 2014
 Oro: Svezia 2016
 Oro: Danimarca 2020
 Argento: Serbia 2012

### Individuale
- Migliore ala sinistra al campionato mondiale: 2

Cina 2009, Giappone 2019
- Migliore ala sinistra al campionato europeo: 2

Svezia 2016, Danimarca 2020
- Migliore ala sinistra in EHF Champions League: 1

2016-2017